# Lądek (powiat Słupecki)
Lądek is een dorp in het Poolse woiwodschap Groot-Polen, in het district Słupecki. De plaats maakt deel uit van de gemeente Lądek en telt 790 inwoners.

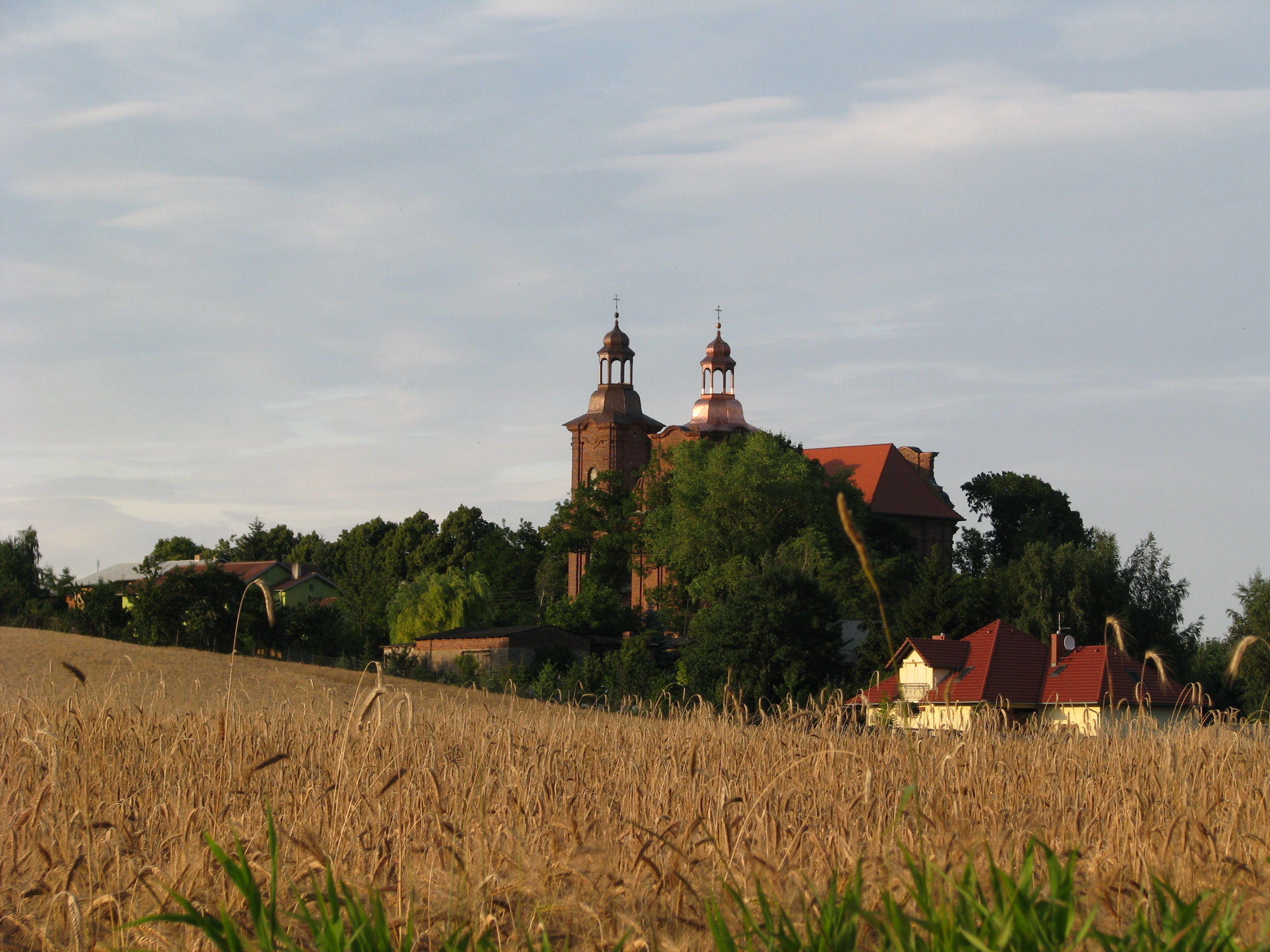
Lądek